# Нові Броди
Нові Броди (до 17 лютого 2016 року — Червоні Партизани) — село в Україні, у Менській міській громаді Корюківського району Чернігівської області. Населення становить 124 особи. До 2016 орган місцевого самоврядування — Чапаєвська сільська рада.

## Географія
У селі бере початок річка Сперш.

## Історія
На мапі РСЧА 1941 року - Новий Брід, 40 дворів.
З ? і до 2016 року село носило назву Червоні Партизани.
12 червня 2020 року, відповідно до розпорядження Кабінету Міністрів України № 730-р «Про визначення адміністративних центрів та затвердження територій територіальних громад Чернігівської області», увійшло до складу Менської міської громади.
19 липня 2020 року, в результаті адміністративно-територіальної реформи та ліквідації Менського району, село увійшло до складу Корюківського району.
У селі зареєстрована парафія ПЦУ.